# ۹۹۵ (میلادی)
۹۹۵ (میلادی) نهصد و نود و پنجمین سال تقویم میلادی است.

## درگذشتگان
‎